# Montanindustrie
Montanindustrie (von lateinisch montanus ‚Berge, Gebirge betreffend‘) ist ein Sammelbegriff für die Wirtschaftszweige, die sich mit der Gewinnung, Aufbereitung und direkten Weiterverarbeitung von Bodenschätzen befassen, also den Bergbau (insbesondere den Kohlebergbau) und die rohstoffverarbeitende Schwerindustrie (insbesondere die Eisen- und Stahlindustrie).
Definiert wurde der Begriff durch die Europäische Gemeinschaft für Kohle und Stahl (EGKS bzw. „Montanunion“) als Vorläuferorganisation der Europäischen Gemeinschaft im Rahmen der auf diese Industriebereiche begrenzten Montanmitbestimmung und des Montan-Mitbestimmungsgesetzes.

## Eisen- und Stahlindustrie

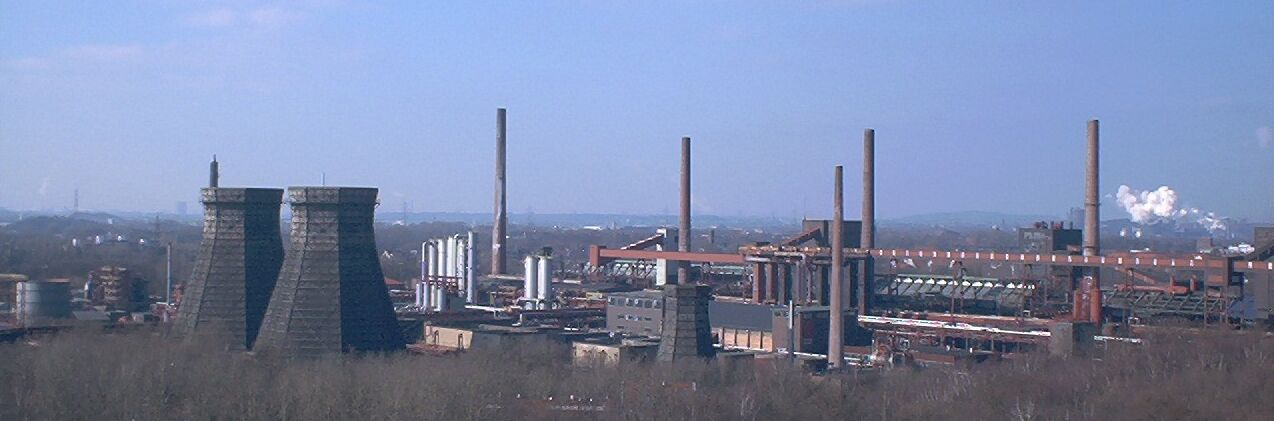
Kokerei Zollverein

Mit der Industrialisierung und der Erfindung des modernen Hochofens für die Roheisenherstellung und der verschiedenen Konverterverfahren für die Stahlherstellung wurden handwerkliche Schmieden und vorindustrielle Eisenhütten durch Stahlwerke und Fabriken abgelöst, die die Erzeugnisse in gleichmäßig hoher Qualität und preisgünstiger Massenproduktion auf den Markt bringen konnten.
Der Begriff der Montanindustrie entstand für die regional zusammenhängende Förderung von Kohle und Verarbeitung von Erzen. Durch neue Technologien wurden auch Erzeugnisse möglich, die aufgrund ihrer Größe manuell nur schwer herstellbar gewesen wären, beispielsweise Eisenbahnschienen und -Loks, die die Industrialisierung weiter vorantrieben, oder Baustahl, ohne den die Stahlbetonbauweise moderner Großbauten nicht möglich wäre. Ohne eine produktive Montanindustrie gäbe es keinen modernen Fahrzeugbau.

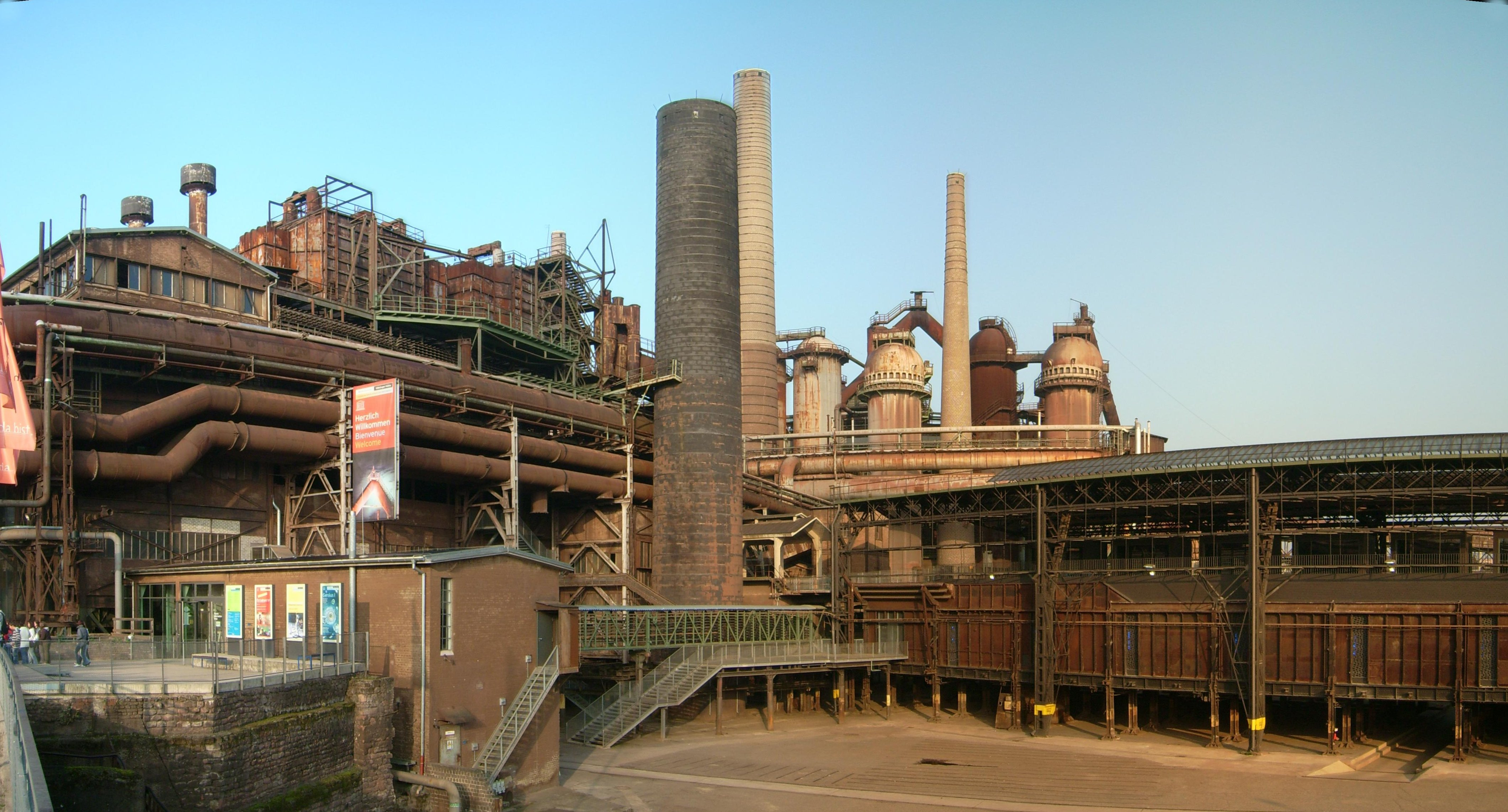
Weltkulturerbe Völklinger Hütte

Stahlwerke und stahlverarbeitende Fabriken siedelten bevorzugt an Standorten mit Zugang zu entsprechenden Rohstoffen und der Möglichkeit zum Abtransport und Absatz der hergestellten Produkte und Halbzeuge. Hierbei wurde im Stahlverbund möglichst lokal vorgefundene Steinkohle verkokt und mit Eisenerz und weiteren Zuschlagstoffen verhüttet und anschließend geschmiedet bzw. gewalzt. Im ersten Industriestaat der Welt, Großbritannien, blühte die Montanindustrie in den Midlands und nördlich davon sowie in Wales. Belgien trat ebenfalls früh mit einer starken Montanindustrie in der Wallonie bei Charleroi und Lüttich auf. Bedeutende Standorte in Deutschland wurden das Siegerland, das Ruhrgebiet, das Aachener Revier, das Oberschlesische Industrierevier und Lothringen (bis zu den Weltkriegen) sowie das Saarland und in geringerem Maß die Oberpfalz, Thüringen und der Raum Chemnitz/Erzgebirge. In den USA entstand die Montanindustrie aus den gleichen Gründen in der Gegend um Pittsburgh, in Spanien im Baskenland. In Schweden entwickelte sich im Umfeld der Eisenerzvorkommen eine bedeutsame Montanindustrie, ältestes und lange Zeit wichtigstes Montangebiet Russlands war das Donezbecken, später der Ural, in Frankreich die Region Nord-Pas-de-Calais. Klassische Industriereviere sind durch die um die großflächigen Industrieanlagen gelegenen Siedlungen und später entstandenen Ballungszentren weithin geprägt. Die Abhängigkeit von Kohle und Koksherstellung hat durch die Entwicklung von Elektrostahlwerken etwas abgenommen. Spätere Stahlreviere wie bei Koninklijke Hoogovens im niederländischen IJmuiden sind so nicht an Rohstoffvorkommen gebunden, sondern durch die Nähe zu Absatzzentren und verschiffbaren Gütern gekennzeichnet.

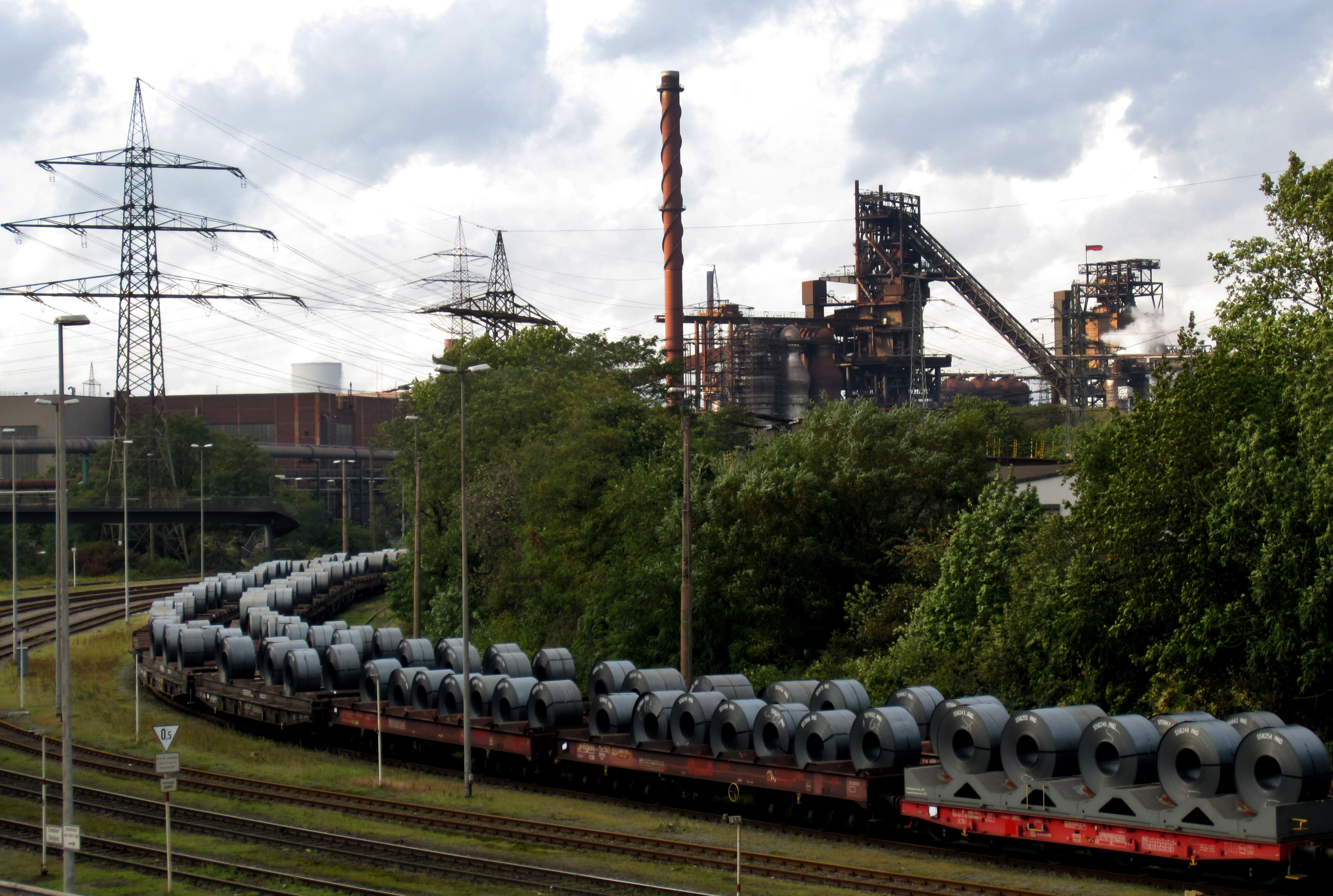
ThyssenKrupp Steel, Werk Bruckhausen, Duisburg

Das bedeutendste Stahl-Herstellerland ist China, gefolgt von Japan und den USA. In Europa sind die drei wichtigsten Produzenten Russland, Deutschland sowie Italien. Nach Stilllegung der Stahlhütte in Duisburg-Rheinhausen wurde Duisburg von Shanghai als Ort mit den weltweit produktivsten Hochöfen abgelöst.

## Montanindustrie im 20. Jahrhundert
Die vor allem seit den 1960er Jahren in Wellen auftretenden Kohle- und Stahlkrisen haben in vielen Industrienationen zu einer massiven Erhöhung der Produktivität, konzentriert auf wenige Standorte und – damit einhergehend – zu Arbeitsplatzverlusten geführt. In den betroffenen Gebieten und Städten ging diese Veränderung mit einem tiefgreifenden Wandel der Wirtschaftsstruktur einher. Dieser regionale Strukturwandel wurde an verschiedenen Standorten bzw. in verschiedenen Ländern unterschiedlich gut bewältigt. In Großbritannien wurde die Montanindustrie, eine Hochburg der britischen Gewerkschaften, unter der Regierung Thatcher (1979–1990) infolge des Britischen Bergarbeiterstreiks regelrecht zerschlagen.

## Montanindustrie in Deutschland
Die Montanindustrie war in Deutschland seit der Gründerzeit bis in die 1960er Jahre hinein nicht nur Motor des deutschen Wirtschaftswunders, sondern auch ein wichtiger industrieller Arbeitsplatz vor allem im Ruhrgebiet und dem Saarland. Die Montan-Mitbestimmung bewirkte, dass nicht nur kapitalmarktorientiert in den Unternehmen entschieden wurde, sondern unter Berücksichtigung gesamtgesellschaftlicher Auswirkungen. Sie prägte besonders im Ruhrgebiet die politische und gesellschaftliche Kultur. Der Abbau von Arbeitsplätzen und die Umstrukturierung wurden sozialverträglich unter Beteiligung von Betriebsräten und Gewerkschaften umgesetzt. Seitdem ist die ihre Bedeutung als Arbeitgeber stark zurückgegangen. In Deutschland wurde der Strukturwandel mit hohen und jahrzehntelangen Steinkohlesubventionen und erheblichen staatlichen Unterstützungen für die betroffenen Regionen zunächst deutlich abgefedert und zugleich verlangsamt. Der Kohle- und Erzbergbau mit der angegliederten Stahlerzeugung ist weitgehend zum Erliegen gekommen.